# USS Texas (SSN-775)
El USS Texas (SSN-775) es un submarino nuclear de la clase Virginia.

## Construcción
Fue construido por General Dynamics Electric Boat. Fue ordenado el 1 de septiembre de 1998. Fue colocada su quilla el 12 de julio de 2002 y fue botado el 9 de abril de 2005. Entró en servicio con la US Navy el 9 de septiembre de 2006.

## Historia de servicio
Está asignado a la Flota del Atlántico y su apostadero es la base naval de Portsmouth (Nuevo Hampshire).

## Nombre
El nombre USS Texas honra al estado de Texas.